# Terrence William Deacon
Terrence William Deacon (24 agosto 1950) è un antropologo statunitense. Ha insegnato alla Harvard University per otto anni, per poi trasferirsi alla Boston University nel 1992. Attualmente è professore e presidente del Dipartimento di Antropologia all'Università della California a Berkeley, nonché membro della Facoltà di Scienze cognitive. È inoltre professore presso l'Helen Wills Neuroscience Institute.

## Biografia

### Interessi teorici
Gli interessi di Deacon comprendono lo studio di processi evolutivi a vari livelli, dallo sviluppo embrionale al processamento di segnali neuronali, dal mutamento linguistico ai processi sociali, e si focalizzano soprattutto sul modo in cui questi diversi processi interagiscono tra di loro e dipendono l'uno dall'altro. Deacon ha da tempo mostrato interesse anche per lo sviluppo di una semiotica scientifica (biosemiotica, in particolare) che contribuirebbe sia alla teoria del linguaggio sia alle neuroscienze cognitive.

### Ambiti di ricerca
Le ricerche di Deacon combinano la biologia evoluzionistica e le neuroscienze, con lo scopo di investigare l'evoluzione della cognizione umana. I suoi lavori variano dalla neurobiologia cellulare e molecolare (in laboratorio) allo studio dei processi semiotici che sottostanno alla comunicazione animale e umana, specialmente al linguaggio e alle sue origini. Le sue ricerche si concentrano a determinare la natura della divergenza anatomica tra i cervelli dell'uomo e quelli dei primati, i meccanismi cellulari e molecolari che producono questa differenza, e le correlazioni tra queste differenze anatomiche e le speciali abilità cognitive umane, tra cui, in particolare, il linguaggio.

### Pubblicazioni
La specie simbolica. Coevoluzione di cervello e capacità linguistiche (tit. orig. The Symbolic Species: The Co-evolution of Language and the Brain), libro scritto da Deacon nel 1997, è riconosciuto come un lavoro determinante nell'ambito della cognizione evoluzionistica. Il suo approccio alla semiotica, scrupolosamente descritto nel libro, è alimentato dall'interesse, nutrito per tutta la carriera, per le idee di Charles Sanders Peirce, filosofo del linguaggio americano vissuto nel XIX secolo. Ne usa le metafore di "parassita" e di "ospite" per descrivere il linguaggio e il cervello, sostenendo che le strutture del linguaggio si siano coevolute per adattarsi ai cervelli che lo ospitano.
Nel suo libro del 2011, Natura incompleta (tit.orig.Incomplete Nature: How Mind Emerged from Matter), Deacon esplora le proprietà della vita, l'emergere della coscienza, e la relazione tra processi evoluzionistici e semiotici. Il libro propone una teoria scientifica di come proprietà quali informazione, valore, intenzione, significato e comportamento finalizzato siano emersi dalla fisica e dalla chimica. Scopo di Deacon è "innanzitutto capire la vita, poi la condizione dell'essere senziente, poi ancora la mente umana" (ivi, p. 466), reinquadrando la causalità nei termini dei limiti della materia fisica. Il suo libro offre un'alternativa al dualismo compatibile con il pensiero scientifico. Contrariamente a quanto sostenuto da Alicia Juarrero in "Dynamics of Action" (1999, MIT Press) e da Evan Thompson in Mind in Life, Deacon rigetta esplicitamente le affermazioni secondo cui i fenomeni della vita o della mente possano essere spiegati da approcci basati sui sistemi dinamici. Deacon sostiene invece che le proprietà biologiche o mentali emergano soltanto da una relazione reciproca, di ordine superiore, tra processi che si autoorganizzano.

## Opere

### Libri
- La specie simbolica: Coevoluzione tra cervello e capacità linguistiche. (tr. it. 2001, Giovanni Fioriti Editore)
- Natura incompleta, 2012, ed. speciale Le Scienze

### Articoli e saggi
- Deacon, T.W. (1989). "Holism and associationism in neuropsychology: an anatomical synthesis." in E. Perecman (Ed.), Integrating Theory and Practice in Clinical Neuropsychology. Erlbaum. Hilsdale, NJ. 1-47.
- Deacon, T.W. (1990). "Rethinking mammalian brain evolution." Am Zool. 30:629–705.
- Deacon, T.W. (1997). "What makes the human brain different?" Annu. Rev. Anthropol. 26: 337-57.
- Deacon, T.W. (2001). "Heterochrony in brain evolution." In Parker et al. (eds.), Biology, Brains, and Behavior. SAR Press, pp. 41–88.
- Deacon, T.W. (2006). "Emergence: The Hole at the Wheel's Hub." Chapter 5 in P. Clayton & P. Davies (Eds.), The Re-Emergence of Emergence: The Emergentist Hypothesis from Science to Religion.  Oxford University Press, pp. 111–150.
- Deacon, T.W. (2006). "Reciprocal linkage between self-organizing processes is sufficient for self-reproduction and evolvability." Biological Theory 1(2): 136-149.
- Deacon, T.W. (2007). "Shannon-Boltzmann-Darwin: Redefining Information. Part 1." Cognitive Semiotics 1:123-148.
- Deacon, T.W. (2008). "Shannon-Boltzmann-Darwin: Redefining Information. Part 2." Cognitive Semiotics 2:167-194.
- Kull, Kalevi; Deacon, Terrence; Emmeche, Claus; Hoffmeyer, Jesper; Stjernfelt, Frederik. (2009). Theses on biosemiotics: Prolegomena to a theoretical biology. Biological Theory 4(2): 167–173.
- Deacon, T.W. (2010). "A role for relaxed selection in the evolution of the language capacity." PNAS.107:9000-9006.